# 再結晶 (地質學)
再結晶（英語：recrystallization）是在溫度和壓力下發生的變質過程，礦物在固態狀態下其原子通過擴散和/或位錯滑移而重組成不同晶體。 但礦物成分保持不變。再結晶是一個純粹的物理變質過程。 列如石灰岩經過再結晶變質形成大理石。